# Jandira Martini
Jandira Lúcia Lália Martini, poznata i kao Jandira Martini (Santos, 10. srpnja 1945. – São Paulo, 29. siječnja 2024.) bila je brazilska glumica iz obitelji je talijanskog podrijetla.

## Filmografija

### Televizijske uloge
| Godina        | Naslov                             | Uloga                  |
| ------------- | ---------------------------------- | ---------------------- |
| 2012.         | Salve Jorge                        | Farid                  |
| 2011.         | Morde & Assopra                    | Salomé                 |
| 2010.         | Escrito nas Estrelas               | Madame Gilda           |
| 2009.         | Caminho das Índias                 | Puja                   |
| 2007. – 2008. | Desejo Proibido                    | Guará                  |
| 2005.         | América                            | Odáléia                |
| 2004.         | A Diarista                         | Dilma                  |
| 2003.         | A Casa das Sete Mulheres           | Dona Antônia           |
| 2001.         | O Clone                            | Zoraide                |
| 2001.         | Os Maias                           | Eugênia Silveira       |
| 1996.         | Brava Gente                        | Augusta Messinari      |
| 1995.         | Sangue do Meu Sangue               | Rebeca                 |
| 1994.         | Éramos Seis                        | Genu                   |
| 1991.         | O Fantasma da Ópera                | Marion Leik Fitzgerald |
| 1991.         | Felicidade                         | Noêmia                 |
| 1990.         | A História de Ana Raio E Zé Trovão | Vitória Imperial       |
| 1987.         | Sassaricando                       | Teodora                |
| 1983.         | Braço de Ferro                     | ?                      |

### Filmske uloge
| Godina | Naslov                 | Uloga     |
| ------ | ---------------------- | --------- |
| 2004.  | Olga                   | Sarah     |
| 1990.  | Uma Escola Atrapalhada | Dona Alma |
| 1977.  | Será Que Ela Agüenta?  | ?         |

## Nagrade

### Nagrada Qualidade
| Godina | Naslov telenovele | Kategorija              | Rezultat   |
| ------ | ----------------- | ----------------------- | ---------- |
| 2002.  | O Clone           | Najbolja sporedna uloga | Pobjednica |